# X Display Manager Control Protocol
Le protocole X Display Manager Control Protocol (XDMCP) permet d'accéder à un ordinateur distant et d'utiliser son environnement graphique.
XDMCP utilise le port UDP 177.

## Historique
La révision 4 de X11 introduisit le protocole XDMCP en décembre 1989 pour résoudre certains problèmes d'implémentation sur la précédente version, c'est-à-dire la version 3.

## Principe
L'affichage graphique d'un programme n'est pas réalisé directement par le programme lui-même. Celui-ci s'adresse à un gestionnaire de fenêtres (Window Manager en anglais) qui fait ses requêtes au gestionnaire d'affichage qui traduit lui-même ses requêtes pour un « serveur d'affichage » adapté et optimisé au matériel de la machine.
Il est spécifié dans X11 que la communication entre les programmes, le gestionnaire de fenêtre, le gestionnaire d'affichage et le serveur d'affichage doit se faire au travers de sockets réseau locales ou distantes (TCP/IP par exemple). Ceci permet l'affichage d'une application graphique sur une machine distante de manière native et complètement transparente.

## Applications et utilisations
- Les clients légers, sont des sortes de petits ordinateurs ayant un minimum de mémoire et de ressources en propre. Tous les programmes sont traités par un serveur d'applications distant et ce n'est que pour l'affichage, l'entrée d'informations avec la souris ou le clavier, que le client léger est mis à contribution.
- Déports d'affichages, pour les ordinateurs en milieux protégés ou sur de longues distances.
- Affichage sur de multiples écrans (xdmx).
- Affichage d'un système d'exploitation Unix ou Linux dans un autre système d'exploitation, (Xnest, Xming, XWin32) ; à ne pas confondre avec une machine virtuelle.
- Mutualisation des ressources de calcul.
- Gestion simplifiée des mises à jour ; le serveur étant le seul à devoir être mis à jour pour que tous les clients le soient.